# George Văideanu
George Văideanu (ur. 26 czerwca 1924 w Podu Iloaiei, zm. w 2014) – rumuński pedagog.
W latach 1967–1973 był dyrektorem Instytutu Nauk Pedagogicznych w Bukareszcie, natomiast w latach 1973–1980 kierownikiem Sekcji Struktur i Treści Kształcenia UNESCO w Paryżu. Văideanu był członkiem rumuńskiej Akademii Nauk Politycznych i Społecznych. Zajmował się głównie filozoficznymi zagadnieniami związanymi z wychowaniem, pedagogiką porównawczą, teorią wychowania estetycznego oraz technologią kształcenia.

## Ważniejsze prace
- Educația estetică (wspólnie z Ștefanem Bârsănescu, 1962)
- Educația intelectuală (red., 1971)